# Tarantella (Chopin)
La Tarantella in La bemolle maggiore op. 43 è una composizione per pianoforte scritta da Fryderyk Chopin nel 1841.

## Storia
La composizione risale ai primi mesi del 1841, mentre il musicista si trovava a Nohant, come risulta dalla lettera scritta all'amico Julian Fontana quando inviò il manoscritto, chiedendogli di copiarlo e di controllare dall'editore Schlesinger a Parigi in che tempo fosse scritta La danza, la tarantella napoletana di Rossini, se il 6/8 o in 12/8, poiché voleva che il tempo della sua partitura fosse lo stesso. Nella stessa lettera Chopin disse all'amico: "spero di non scrivere tanto presto qualcosa di così malvagio" forse non convinto di ciò che aveva appena composto. Pur riconoscendo che il brano non fosse un vero capolavoro, Chopin tuttavia si diede da fare per farlo pubblicare e ricavarne un compenso, mentre si sa per certo che le opere da lui ritenute non riuscite non venivano date alle stampe.
Il giudizio dell'autore influenzò però il parere della critica. Robert Schumann, sebbene fosse un grande estimatore di Chopin, disse: "Nessuno può davvero dire bella questa musica, ma possiamo perdonare al maestro le sue selvagge fantasie e gli si può permettere che per una volta ci lasci vedere le parti più tenebrose del suo animo..." Il brano ebbe comunque una notevole diffusione e divenne presto popolare, tanto è vero che, dopo poco più di un anno dalla sua pubblicazione, Karol Lipiński ne fece una versione per violino e pianoforte subito stampata da Ricordi intitolandola Célèbre Tarantelle de Frédéric Chopin. Oltre a non aver avuto alcuna commissione, la Tarantella è una delle pochissime opere di Chopin che non presenta una dedica.

## Analisi
Chopin aveva ascoltato e apprezzava la musica di Rossini, ma non era esperto di musica italiana, tutto quello che conosceva era di seconda mano e non ne era molto interessato; non è nemmeno plausibile che abbia potuto essere stato influenzato da qualcosa ascoltato nell'unica sua tappa italiana, a Genova, nel maggio 1839. In effetti la Tarantella è così poco "italiana" così come il Bolero è molto poco "spagnolo".
La tarantella napoletana aveva molto successo in quegli anni fra i musicisti; oltre a La Danza di Rossini, Chopin sicuramente conosceva anche quella che Franz Liszt aveva elaborato da La muta di Portici di Auber; il ritmo veloce probabilmente piaceva molto al compositore e per questo volle comporne una. Nonostante si possa considerare un'opera minore, tuttavia la Tarantella ha i suoi motivi di interesse; anche se "non vi è nulla della gaiezza italiana" come è stato detto, lo spirito della danza è però presente. La velocità, che in un crescendo accelera e rende il brano travolgente, è tale da far dire a Schumann che "par di vedere innanzi il danzatore piroettante spinto dalla follia, e fa girare la testa anche a noi stessi". Dall'iniziale Presto la composizione giunge a una Coda finale con un sempre più animato e crescendo, con sonorità importanti che arrivano a un fff, caso molto raro nelle composizioni di Chopin.